# Liste der Baudenkmäler in Ottensoos
Auf dieser Seite sind die Baudenkmäler in der mittelfränkischen Gemeinde Ottensoos zusammengestellt. Diese Tabelle ist eine Teilliste der Liste der Baudenkmäler in Bayern. Grundlage ist die Bayerische Denkmalliste, die auf Basis des Bayerischen Denkmalschutzgesetzes vom 1. Oktober 1973 erstmals erstellt wurde und seither durch das Bayerische Landesamt für Denkmalpflege geführt wird. Die folgenden Angaben ersetzen nicht die rechtsverbindliche Auskunft der Denkmalschutzbehörde.

## Baudenkmäler nach Ortsteilen

### Ottensoos
| Lage                                                                             | Objekt                                                          | Beschreibung | Akten-Nr.     | Bild           |
| -------------------------------------------------------------------------------- | --------------------------------------------------------------- | --- | ------------- | -------------- |
| Bahnhofstraße 9, 11 (Standort)                                                   | Stationsgebäude des Bahnhofs Ottensoos der vormaligen Ostbahnen | Zweigeschossiger langgestreckter Sandsteinquaderbau mit flachem Satteldach und Gesimsgliederung, an der Nordseite zweigeschossiger Risalit mit Satteldach sowie eingeschossiger Flachdachanbau, um 1860 Güterschuppen: Sandsteinquaderbau mit Satteldach, um 1860 | D-5-74-146-31 | weitere Bilder |
| Bahnhofstraße 16 (Standort)                                                      | Wohnhaus                                                        | Zweigeschossiger Sandsteinquaderbau mit Zwerchhaus und Satteldach, um 1865 | D-5-74-146-33 | BW             |
| Dorfplatz 5 (Standort)                                                           | Ehemalige Synagoge                                              | Zweigeschossiger zweiflügeliger Sandsteinbau mit Satteldach, 1867 nach Brand neu aufgebaut | D-5-74-146-1  | weitere Bilder |
| Dorfplatz 7 (Standort)                                                           | Scheune                                                         | Fachwerkbau mit Steilsatteldach, 18. Jahrhundert | D-5-74-146-2  | BW             |
| Dorfplatz 8; Dorfplatz 4; Dorfplatz 6 (Standort)                                 | Evangelisch-lutherische Pfarrkirche St. Veit                    | Vierschiffige Hallenkirche, 1450/60, nördliches Seitenschiff 1521, Chorturm im Kern 13. Jahrhundert, Turmausbau mit Spitzhelm um 1471; mit Ausstattung Befestigter Friedhof mit fünfeckiger meist doppelter Sandsteinumwallung, 15. Jahrhundert | D-5-74-146-3  | weitere Bilder |
| Dorfplatz 10 (Standort)                                                          | -Wirtshausausleger am Gasthaus zum Roß                          | Rokoko, um 1760 | D-5-74-146-4  | BW             |
| Friedhofstraße 9 (Standort)                                                      | Scheune                                                         | Fachwerkbau mit Satteldach, 18. Jahrhundert | D-5-74-146-5  | weitere Bilder |
| Friedhofstraße 10 (Standort)                                                     | Friedhofskapelle                                                | Verputzter Massivbau mit Walmdach und Dachreiter mit Spitzhelm, an der Nordseite Mittelrisalit mit Satteldach, von Gottlieb Schwemmer, bezeichnet „1955“ Holzbänke bezeichnet „1727“ Gedenkhalle: langgestreckter, offener Walmdachbau, von Gottlieb Schwemmer, gleichzeitig Einfriedung: niedrige Mauer mit bogenförmigem Torzugang, gleichzeitig                                   | D-5-74-146-38 | BW             |
| Friedhofstraße 14 (Standort)                                                     | Ehemaliges Tagelöhnerhaus                                       | Eingeschossiger massiver Steilsatteldachbau mit Fachwerkgiebel, um 1800 | D-5-74-146-37 | BW             |
| Hans-Pirner-Straße 3; Hans-Pirner-Straße 1 (Standort)                            | Bauernhaus                                                      | Zweigeschossiger Sandsteinquaderbau mit Satteldach, frühes 19. Jahrhundert Taglöhnerhaus: eingeschossiger Massivbau mit Fachwerkgiebel, wohl frühes 19. Jahrhundert | D-5-74-146-6  | BW             |
| Hans-Pirner-Straße 26, 28 (Standort)                                             | Doppelwohnhaus                                                  | Zweigeschossiger Sandsteinquaderbau mit Mansarddach, Mittelrisalit, spätes 18. Jahrhundert | D-5-74-146-8  | BW             |
| Hans-Pirner-Straße 29 (Standort)                                                 | Scheune                                                         | Giebelständiger Sandsteinquaderbau mit Steilsatteldach, spätes 18./frühes 19. Jahrhundert | D-5-74-146-9  | weitere Bilder |
| Hans-Pirner-Straße 41 (Standort)                                                 | Evangelisch-lutherisches Pfarrhaus                              | Barocker zweigeschossiger Sandsteinbau mit Mansarddach, Mittelportal, 1753 von Landbaumeister Mösel Pfarrscheune: Fachwerk mit Satteldach, bezeichnet „1787“ Nebengebäude: Fachwerk mit Satteldach, 19. Jahrhundert | D-5-74-146-11 | BW             |
| Heckengasse 1; Nähe Heckengasse; im Hof der ehemaligen Kronenbrauerei (Standort) | Sogenanntes Schweizerhaus                                       | Erdgeschossiger Satteldachbau in Sandstein und Fachwerk, mit Fachwerkgaube, wohl um 1826 | D-5-74-146-35 | weitere Bilder |
| Heckengasse 3 (Standort)                                                         | Ehemaliges Brauereigebäude                                      | Wohn- und Gasthaus: zweigeschossiger, zum Teil verputzter Satteldachbau mit Lüftungsschlitz und Fachwerkobergeschoss, rückwärtig quergestellt massiver eingeschossiger Lageranbau mit Steilsatteldach, verbrettertem Zwerchhaus mit Schopfwalmdach und Kamin, Hauptgebäude im Kern 18./19. Jahrhundert, bezeichnet „1826“, Umbau durch C. Windisch bezeichnet „1934“, Anbau vor 1934 | D-5-74-146-36 | weitere Bilder |
| Heckengasse 6 (Standort)                                                         | Backhaus und Kleintierstall                                     | Fachwerkbau mit vorkragendem Satteldach, modern bezeichnet „1799“ | D-5-74-146-34 | BW             |
| Heckengasse 7 (Standort)                                                         | Ehemaliges Wohnstallhaus                                        | Massiver zweigeschossiger Steilsatteldachbau mit Fachwerkobergeschoss, frühes 19. Jahrhundert | D-5-74-146-13 | weitere Bilder |
| Heckengasse 11 (Standort)                                                        | Kleinhaus                                                       | Eingeschossiger Fachwerkbau mit Steilsatteldach, Mitte 19. Jahrhundert | D-5-74-146-14 | weitere Bilder |
| Obere Dorfstraße 1 (Standort)                                                    | Gasthaus drei Kronen                                            | Stattlicher zweigeschossiger Sandsteinbau mit Steilsatteldach, Neubau nach Plan des Architekten K. u. K. Windisch von 1946 Wirtshausschild: Mitte 18. Jahrhundert | D-5-74-146-16 | weitere Bilder |
| Obere Dorfstraße 15 (im Garten) (Standort)                                       | Grenzstein                                                      | Mit Nürnberger Wappen, Sandstein, um 1523 | D-5-74-146-20 | Grenzstein     |

### Bräunleinsberg
| Lage                          | Objekt                            | Beschreibung                                                                                               | Akten-Nr.     | Bild           |
| ----------------------------- | --------------------------------- | --- | ------------- | -------------- |
| Bräunleinsberg 2 a (Standort) | Ehemaliges Chaussee-Einnehmerhaus | Massiver eingeschossiger Satteldachbau mit Fachwerkgiebel, um 1800 Scheune: Satteldachbau, 19. Jahrhundert | D-5-74-146-30 | weitere Bilder |

### Rüblanden
| Lage                                                    | Objekt                   | Beschreibung | Akten-Nr.     | Bild |
| ------------------------------------------------------- | ------------------------ | --- | ------------- | --- |
| Rüblanden 1 (Standort)                                  | Bauernhaus               | Zweigeschossiger Sandsteinquaderbau mit Steilsatteldach, nach Mitte 19. Jahrhundert | D-5-74-146-21 | BW |
| Rüblanden 5 (Standort)                                  | Bauernhaus               | Zweigeschossiger Sandsteinquaderbau mit Steilsatteldach, um 1860/70 Scheune: Massivbau mit Satteldach, zweite Hälfte 19. Jahrhundert Ehemaliges Austragshaus: eingeschossiger Sandsteinbau mit Satteldach, wohl frühes 19. Jahrhundert            | D-5-74-146-23 | BW |
| Rüblanden 6 (Standort)                                  | Bauernhaus               | Zweigeschossiger Sandsteinquaderbau mit Steilsatteldach, bezeichnet „1880“ Ehemalige Hopfenscheune, Massivbau mit Mansarddach, zweite Hälfte 19. Jahrhundert Nebengebäude, Massivbau mit vorkragendem Satteldach und Zwerchhaus; wohl um 1880     | D-5-74-146-24 | BW |
| Rüblanden 7 (Standort)                                  | Bauernhaus               | Zweigeschossiger Sandsteinbau mit Steilsatteldach, um 1860 | D-5-74-146-25 | BW |
| Rüblanden 9 (zwischen Haus Nr. 9 und Nr. 17) (Standort) | Scheune                  | Großer giebelständiger Sandsteinbau mit Steilsatteldach, bezeichnet „1860“ | D-5-74-146-29 | [[Vorlage:Bilderwunsch/code!/C:49.4932,11.36175!/D:Rüblanden 9 (zwischen Haus Nr. 9 und Nr. 17), Scheune!/\|BW]] |
| Rüblanden 10 (Standort)                                 | Bauernhaus               | Zweigeschossiger Sandsteinquaderbau, rückwärtiger Giebel und im Obergeschoss Fachwerk, verputzt, um 1860 Scheune: massiver Steilsatteldachbau, zweite Hälfte 19. Jahrhundert                                                                      | D-5-74-146-26 | BW |
| Rüblanden 11 (Standort)                                 | Bauernhaus               | Stattlicher zweigeschossiger Steilsatteldachbau, im Obergeschoss und Giebel reiches Fachwerk, bezeichnet „1805“ Nebengebäude: massiver Steilsatteldachbau mit Fachwerkgiebel Garteneinfriedung: Sandsteinpfosten; sämtlich frühes 19. Jahrhundert | D-5-74-146-27 | weitere Bilder                                                                                                   |
| Rüblanden 12 (Standort)                                 | Ehemaliges Wohnstallhaus | Zweigeschossiger Sandsteinquaderbau mit Steilsatteldach und Hopfengauben, bezeichnet „1880“ Stall: eingeschossiger Massivbau mit Satteldach, 18./19. Jahrhundert                                                                                  | D-5-74-146-28 | weitere Bilder                                                                                                   |
| In Rüblanden ()                                         | Feuerwehrremise          | kleiner, erdgeschossiger Fachwerkbau mit Fachwerkgiebeln und Satteldach, 1881 | D-5-74-146-41 | |

## Ehemalige Baudenkmäler
In diesem Abschnitt sind Objekte aufgeführt, die früher einmal in der Denkmalliste eingetragen waren, jetzt aber nicht mehr. Objekte, die in anderem Zusammenhang also z. B. als Teil eines Baudenkmals weiter eingetragen sind, sollen hier nicht aufgeführt werden. Aktennummern in diesem Abschnitt sind ehemalige, jetzt nicht mehr gültige Aktennummern.

| Lage                                 | Objekt                   | Beschreibung | Akten-Nr.     | Bild |
| ------------------------------------ | ------------------------ | --- | ------------- | ---- |
| Ottensoos Bahnhofstraße 8 (Standort) | Wohnhaus                 | Zweigeschossiger Sandsteinquaderbau mit Zwerchhaus über Mittelrisalit und Satteldach, gotisierend, um 1865                                                         | D-5-74-146-32 | BW   |
| Rüblanden Rüblanden 6 (Standort)     | Bauernhaus               | Ehemalige Hopfenscheune, Massivbau mit Mansarddach, zweite Hälfte 19. Jahrhundert Nebengebäude, Massivbau mit vorkragendem Satteldach und Zwerchhaus; wohl um 1880 | D-5-74-146-24 | BW   |
| Rüblanden Rüblanden 12 (Standort)    | Ehemaliges Wohnstallhaus | Große Scheune: Fachwerk auf Sandsteinsockel, 17. Jahrhundert | D-5-74-146-28 | BW   |